# 最上町立向町小学校
最上町立向町小学校(もがみちょうりつむかいまちしょうがっこう)とは、山形県最上郡最上町に所在する最上町立の小学校。

## 概要
最上町が設置した公立の小学校である。地域密着型の教育を行っており、町内の教育機関の一つとしての役割を担っている。

## 学校教育目標
当校の学校教育目標、めざす学校像、めざすこどもの姿は以下のとおり
- 明るく思いやりのある子
- やる気いっぱい進んで学ぶ子
- 元気でたくましい子

### めざす学校像
- あいさつと歌声が響き合う学校
- やる気いっぱい、ねばり強く、助け合って学ぶ学校
- 落ち着いた中でもチャレンジいっぱいの学校
- 家庭・地域と連携し、地域に信頼される学校

### めざす子どもの姿
- 向町小の子どもとして「自信と誇り」を持てる子
- かしこさを身につけ磨く子
- いい笑顔・いい声であいさつできる子
- まちがいをおそれず、自分に負けない子
- 地域に関わり、地域を知り、地域が大好きな子

## 沿革
- 2012年　最上町立満沢小学校を統合[3][4]
- 2017年　最上町立月楯小学校を統合[4]
- 2019年　最上町立東法田小学校を統合[4]
- 2020年　最上町立赤倉小学校・最上町立富沢小学校を統合[4][5]

## 進学先中学校(過去)
- 最上町立最上中学校
- 山形県立東桜学館中学校・高等学校

## 公式サイト
- 公式サイト